# I've Got My Captain Working for Me Now

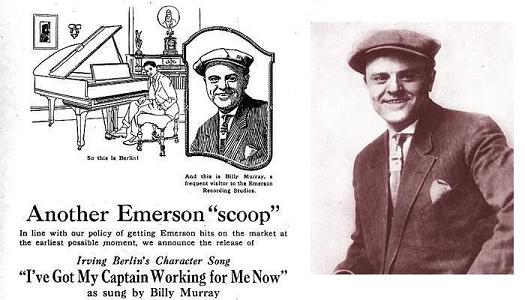
Billy Murray em anúncio de jornal para a música

"I've Got My Captain Working for Me Now" é uma canção escrita pelo compositor Irving Berlin em 1919.

## Letra
A música conta a história de Johnny Jones, que serviu como soldado raso de primeira classe no exército no ano passado, mas agora trabalha como gerente na empresa de seu pai. Jones está gostando de uma coisa: o homem que era seu capitão começou a trabalhar na empresa. Agora os papéis foram invertidos: enquanto Jones teve que ouvir as ordens de seu capitão durante seu tempo de serviço, seu antigo capitão agora está trabalhando para ele.
When I come into the office he gets up on his feet
Stands at attention and gives me his seat
Who was it said "revenge is sweet"?
I've got my Captain working for me now

## Cover
A música foi gravada por vários artistas, incluindo Al Jolson e Billy Murray. Bing Crosby cantou a música no filme Blue Skies de 1946.